# 薩克森-阿爾滕堡的瑪麗 (1818–1907)
薩克森-阿爾滕堡的瑪麗（德語：Alexandrine Marie Wilhelmine Katharine Charlotte Therese Henriette Luise Pauline Elisabeth Friederike Georgine，1818年4月14日—1907年1月9日），漢諾威王后，丈夫是格奧爾格五世。
1866年，漢諾威王國被普魯士併吞，瑪麗與家人最終定居於奧地利的格蒙登，並在當地去世。

## 家庭
1843年瑪麗與格奧爾格五世結婚，兩人共有1子2女：
- 恩斯特·奧古斯特（1845年—1923年），漢諾威王儲、坎伯蘭和特維奧特戴爾公爵
- 弗蕾德里克（1848年—1926年），帕威爾-拉明根男爵夫人
- 瑪麗（1849年—1904年），終生未婚